# Oficanthon mirabilis
Oficanthon mirabilis är en skalbaggsart som beskrevs av Renaud Maurice Adrien Paulian 1985. Oficanthon mirabilis ingår i släktet Oficanthon och familjen bladhorningar. Inga underarter finns listade i Catalogue of Life.